# Académie nationale des sciences d'Ukraine
Ne doit pas être confondu avec Académie ukrainienne des sciences.
L'Académie nationale des sciences d'Ukraine (en ukrainien : Національна академія наук України, Natsional’na akademiya nauk Ukrayiny) est une institution académique scientifique ukrainienne fondée en 1918. Académie des sciences, elle est l'une des six académies d'État ukrainiennes, et constitue la plus importante structure publique de recherche scientifique en Ukraine.

## Présentation
Elle rassemble des savants ukrainiens, pouvant avoir le statut de membre ou de correspondant, ainsi que des chercheurs étrangers, et dispose de 14 départements de recherche, dans les domaines des mathématiques, de la physique, de la biologie, de l'économie ou des sciences humaines et sociales. Au 1er janvier 2008, l'ANS comptait 43 349 membres, dont 19 024 scientifiques.
Son siège se trouve dans la ville de Kiev, au numéro 57 de la rue Volodymyr, face au bâtiment historique du musée pédagogique.

## Noms
Depuis 1918 l'académie a changé plusieurs fois de nom :
- 1918 : Académie des sciences ukrainienne (Українська академія наук) ;
- 1921 : Académie des sciences panukrainienne (Всеукраїнська академія наук) ;
- 1936 : Académie des sciences de la RSS d'Ukraine (Академія наук УРСР) ;
- 1991 : Académie des sciences d'Ukraine (Академія наук України) ;
- 1994 : Académie nationale des sciences d'Ukraine (Національна академія наук України).

## Dépendances
- Le jardin botanique national Hrychko à Kiev.

## Historique

### Établissement de l'Académie
Les prédécesseurs institutionnels directs de l'Académie ukrainienne des sciences sont la Société scientifique Chevtchenko de Lemberg (Lviv) et la Société scientifique ukrainienne de Kiev qui, en raison de diverses circonstances, ne se sont pas développées en académie nationale.
L'initiative de créer une telle institution est venue de la Société scientifique ukrainienne en avril 1917, soit huit mois avant le début de la guerre soviéto-ukrainienne. Cependant, il s'est finalement concrétisé à l'époque de l'État ukrainien, lorsque, sur proposition du ministre de l'Éducation et des Arts Mykola Vasylenko, une commission spéciale a été formée. Dirigée par l'académicien de l'Académie russe des sciences Volodymyr Vernadskyi, la commission rédige un projet de loi sur la création de l'Académie ukrainienne des sciences à Kiev avec sa Bibliothèque nationale, son Musée national et d'autres institutions scientifiques. Fin juin 1918, la question de la création de l'Académie est soulevée lors de l'Assemblée générale extraordinaire de la Société ukrainienne des sciences qui se déroule les 23 et 28 juin. Du 9 juillet au 17 septembre 1918, la commission qui se base sur le modèle proposé par Vladimir Vernadski de l'Académie ukrainienne des sciences (UAS) comme une académie aux caractéristiques universelles, élabore un projet de loi pour la création de l'Académie, un projet de statut et une estimation du personnel nécessaire. C'est sur ces bases que, le 14 novembre 1918, l'hetman d'Ukraine Pavlo Skoropadsky signe la loi de l'État ukrainien sur la création de l'Académie ukrainienne des sciences (UAS) à Kiev,, Il approuve également le statut de l'UAS, le personnel de l'UAS, ses institutions et l'arrêté du ministère de l'Éducation nationale concernant la nomination des 12 premiers membres à part entière (universitaires) de l'UAS.
Selon son statut d'origine, l'Académie se compose de trois départements de recherche en histoire et philologie (1er département), physique et mathématiques (2e département), ainsi qu'en sciences sociales (3e département). Ses unités structurelles sont devenues des commissions et des instituts permanents. Sont prévus 15 instituts, 14 commissions permanentes, 6 musées, 2 bureaux, 2 laboratoires, des jardins botaniques et d'acclimatation, un observatoire astronomique, une station de biologie, une imprimerie et une bibliothèque nationale. Toutes les éditions de l'académie doivent être imprimées en langue ukrainienne. Son statut souligne la nature entièrement ukrainienne : les membres peuvent être non seulement des citoyens de l'État ukrainien, mais aussi des scientifiques ukrainiens de l'ouest de l'Ukraine (à l'époque citoyens d'Autriche-Hongrie). Les étrangers peuvent également devenir académiciens, mais sur résolution des 2/3 de la composition des membres actifs.

## Personnalités
- Iryna Melnykova (1918-2010), historienne et professeure ukrainienne spécialiste de la Tchécoslovaquie[5].
- Serhiy Kot (1958-2022), historien ukrainien[6].
- Petro Tronko, historien.